# 남보원
남보원(南寶元, 본명: 김덕용(金德容), 1936년 3월 5일~2020년 1월 21일)은 대한민국의 희극 배우이다. 사람과 사물의 소리를 흉내내는 성대모사가 특기였고, 그 중 전국 팔도 사투리, 일왕 항복 방송, 한국 전쟁 전투기 엔진 소리·이륙 모사음, 출항을 알리는 뱃고동 소리, 기차 기적 소리 성대모사 등이 뛰어났다.
1936년 평안남도 순천군 은산면 금창리(현재의 조선민주주의인민공화국 평안남도 은산군 연합리)에서 태어났다. 1951년 1·4후퇴 때 월남했다. 성동공고를 졸업하고 동국대학교 정치학과를 중퇴했다.
1960년 연극 배우로 첫 데뷔하였고 1963년 영화인협회 주최 '스타탄생 코미디'에서 1위를 차지하면서 데뷔했다. 남보원(南寶元)이라는 예명은 "깡패가 되려거든 우두머리가 되고 딴따라가 되려거든 넘버원(No. 1)이 되어라"는 아버지의 말에 영감을 얻어 "남쪽(南) 보물(寶)의 으뜸(元)"이라는 뜻에서 지어졌다고 한다. 그 뒤 백남봉과 함께 투맨쇼를 진행했다. 1985년 9월 평양 공연을 위한 예술공연단의 일원으로 방북하기도 하였다. 1997년 제4회 대한민국연예예술상 대상 화관문화훈장을 받았다.
2020년 1월 21일 화요일 오후 3시 40분 폐렴으로 인해 서울특별시 용산구 한남동 순천향대학교 부속 서울병원에서 향년 85세로 별세했다.

## 학력
- 성동기계공업고등학교 졸업
- 동국대학교 정치학과 중퇴

## 작품

### 방송
- 《웃으면 복이와요》(MBC, 1979년)
- 《일요일 밤의 대행진》(MBC, 1981년)
- 《청춘만만세》(MBC, 1984년)
- 《청춘행진곡》(MBC, 1988년)

### 영화
- 《공수특공대작전》
- 《귀신 잡는 해병》
- 《오부자》
- 《새알각하》
- 《걷지말고 뛰어라》

## 기타
- 연예인 축구단을 만들어 '남펠레'로 활약했다.
- 2022년에는 우정사업본부가 구봉서와 남보원을 소재로 한 《한국의 희극인》 우표를 발행했다.[4]

## 수상 내역
- 1996년 예총예술문화상 연예 부문
- 1997년 제4회 대한민국연예예술상 화관문화훈장
- 2015년 제3회 대한민국 신창조인대상 행복한사회만들기 부문
- 2016년 제7회 대한민국 대중문화예술상 은관문화훈장[5]

## 가족 관계
- 배우자: 주길자
  - 딸: 김은희(1979년~)